# Ligisches Lehnswesen
Das ligische Lehnswesen trat vor allem in Frankreich und im Westen und Nordwesten des Heiligen Römischen Reiches auf und zeichnet sich durch die stärkere Bindung des Lehnsmannes an den Lehnsherren aus. Es stellte einen Versuch dar, die damals stark auftretende Mehrfachvasallität zu unterbinden und den Lehnsmann im Konfliktfall wieder zu einem sicheren Verbündeten zu machen.
Ein weiterer wichtiger Aspekt des ligischen Lehnswesen ist das Offenhaus, in welches der Lehnsherr im Falle eines Konfliktes einziehen konnte. Der Lehnsmann war verpflichtet, das Offenhaus immer in einem verteidigungsfähigen Zustand zu halten, sodass es dem Lehnsherren einen zuverlässigen Schutz bieten konnte. Das ligische Lehnswesen und das Offenhaus sind auf diese Weise eng miteinander verflochten, sodass man die Wurzeln des Öffnungsrechts lange Zeit im ligischen Lehnswesen suchte.